# 韦尔克洛斯
韦尔克洛斯（法語：Verclause，法語發音：[vɛʁkloz]）是法国德龙省的一个市镇，位于该省东南部，属于尼永斯区。

## 地理
韦尔克洛斯（44°22'50"N, 5°25'40"E）面积26.14 平方千米，位于法国奥弗涅-罗讷-阿尔卑斯大区德龙省，该省份为法国东南部内陆省份，北起顺时针与伊泽尔省、上阿尔卑斯省、上普罗旺斯阿尔卑斯省、沃克吕兹省和阿尔代什省接壤。
与韦尔克洛斯接壤的市镇（或旧市镇、城区）包括：罗桑、贝莱孔布塔朗多、科尔尼亚克、朗普、珀洛讷、雷米扎。

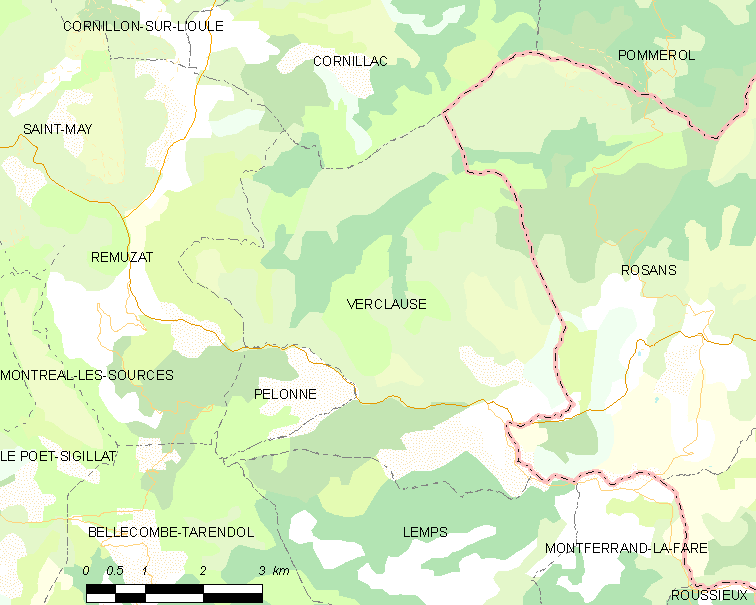
韦尔克洛斯的OSM定位图

韦尔克洛斯的时区为UTC+01:00、UTC+02:00（夏令时）。

## 行政
韦尔克洛斯的邮政编码为26510，INSEE市镇编码为26369。

## 政治
韦尔克洛斯所属的省级选区为尼永斯-巴罗尼县。

## 人口

1962-2008年间韦尔克洛斯人口变化图示

韦尔克洛斯于2022年1月1日时的人口数量为67人。